# Kasteel van Deurle
Het Kasteel van Deurle is een kasteel in de tot de Oost-Vlaamse gemeente Sint-Martens-Latem behorende plaats Deurle, gelegen aan de Kasteeldreef 19.

## Geschiedenis
Het kasteel werd in 1766 gebouwd op het Goed te Pappens, dat al eerder opgekocht werd door J.F.A. de Causmaecker, welke raadsheer en later procureur-generaal bij de Raad van Vlaanderen was. In 1775 kocht hij van Maria Theresia ook de heerlijkheid  's-Graven Hazele. In 1785 ging het domein naar kanunnik L. Papeleu. In 1810 werd het domein eigendom van de familie Hopsomere en daarna van de families Kerchove de Denterghem -Vilain XIIII en Spoelberch.
In 1840 werd een verdieping toegevoegd en werd de gevelordonnantie gewijzigd. Begin 20e eeuw werd het kasteeltje gewijzigd tot de huidige situatie. Het park werd in de jaren '60 van de 20e eeuw opnieuw aangelegd, maar een groot deel van het domein werd reeds in het 3e kwart van de 19e eeuw verkaveld.
Het kasteel heeft een 18e-eeuwse trap en stucplafonds, maar de lambriseringen en schouwen zijn wel van een ander kasteel afkomstig. De ijskelder is na de verkaveling terecht gekomen in de tuin van villa Oude Pontweg 6.